# Rafael Ruiz (cyclisme)
Pour les articles homonymes, voir Ruiz.
Ruiz  Erencia est un nom espagnol. Le premier nom de famille, en général paternel, est Ruiz ; le second, en général maternel, souvent omis, est Erencia.
Rafael Ruiz Erencia, né le 2 septembre 1971 à Cordoue,, est un coureur cycliste espagnol. Professionnel entre 1993 et 2001, il a remporté une étape du Tour des vallées minières. Il a également obtenu de bons résultats sur des courses portugaises.

## Palmarès
- 1991
  - 2e de Pampelune-Bayonne
- 1992
  - 3e du Mémorial Manuel Galera
- 1993
  - 3e du Trophée Guerrita
- 1995
  - 3e étape du Tour des vallées minières
- 1999
  - Tour de Grenade :
    - Classement général
    - 1re étape